# Hieroteusz (Zacharis)
Hieroteusz, imię świeckie Jeroteos Zacharis – duchowny prawosławny w jurysdykcji Patriarchatu Konstantynopola, od 2017 tytularny biskup Efkarpias. Chirotonię biskupią otrzymał 5 marca 2017.